# Svartkindad dvärgpapegoja
Svartkindad dvärgpapegoja (Agapornis nigrigenis) är en fågel i familjen asiatiska och australiska papegojor inom ordningen papegojfåglar.

## Utseende och läte
Svartkindad dvärgpapegojor är som alla arter i Agapornis en mycket liten (14 cm) snabbflygande papegoja. Fjäderdräkten är helt grön utom mörkbrunt huvud, en orange fläck nedan strupen och vit ögonring. Näbben är röd. Lätena består av högljudda och genomträngande skrin, identiskt med andra dvärgpapegojor.

## Utbredning och status
Fågeln förekommer i södra Zambia och nordligaste Zimbabwe. IUCN kategoriserar arten som sårbar.

## Bilder

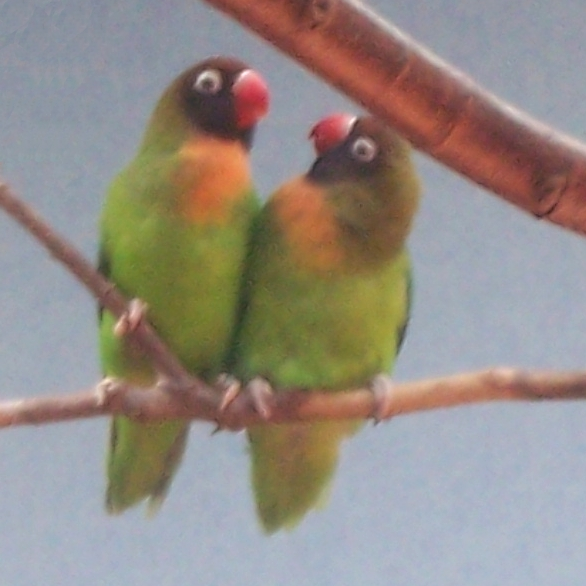
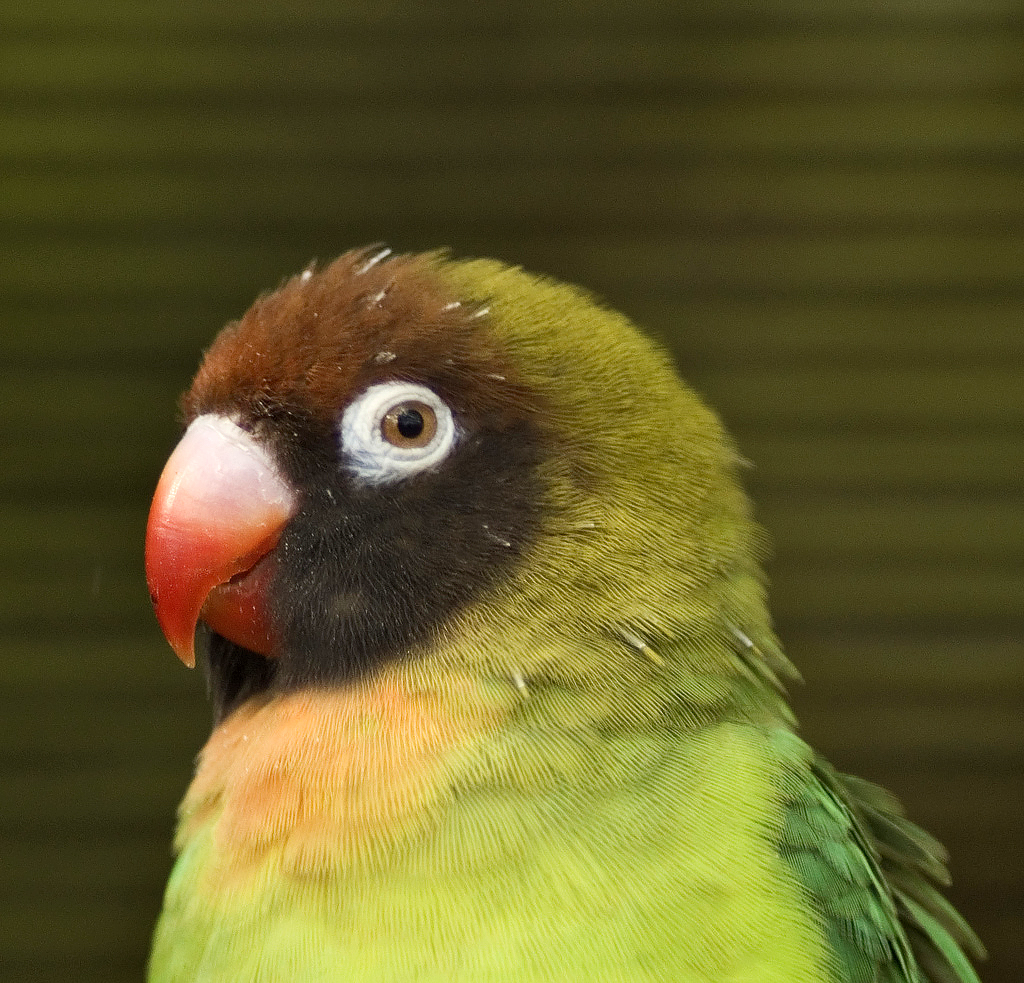